# Ștefan Ionescu
Ion Ștefan Ionescu (* 17. Februar 1935 in Bukarest als Ion Ștefan Nelu; † 30. Oktober 2022) war ein rumänischer Eishockeyspieler und -trainer.

## Karriere
Ștefan Ionescu begann seine Karriere Anfang der 1950er Jahre bei Steagul Roșu Brașov und spielte ab 1954 bis zu seinem Karriereende 1968 bei Steaua Bukarest. Dort wurde er mehrmals Rumänischer Meister.
Mit der rumänischen Nationalmannschaft nahm Ionescu an den Olympischen Winterspielen 1964 in Innsbruck und 1968 in Grenoble teil.
Nach seiner Karriere war er als Trainer der U19-Nationalmannschaft Rumäniens und übernahm 1975 das Traineramt der A-Nationalmannschaft. Ionescu betreute das Team bei den Olympischen Winterspielen 1976 in Innsbruck und 1980 in Lake Placid. Unter seiner Führung gewann Rumänien die B-Weltmeisterschaft 1976. 1980 wechselte er nach Spanien, wo er den CH Casco Viejo Bilbao trainierte und zudem als Assistenztrainer bei der spanischen Nationalmannschaft tätig war. Es folgten weitere Trainerstationen in der Schweiz beim Forward Morges HC, der U20 des EHC Biel, beim EHC Arosa sowie HC Saint-Imier.
Ștefan Ionescu starb am 30. Oktober 2022 im Alter von 87 Jahren.